# Liste des planètes mineures non numérotées découvertes en décembre 2007
Pour un article plus général, voir Liste des planètes mineures non numérotées découvertes en 2007.
Pour un article plus général, voir Liste des planètes mineures.
Cet article dresse la liste des planètes mineures (astéroïdes, centaures, objets transneptuniens et assimilés) non numérotées découvertes en décembre 2007 dans l'ordre de leur découverte.
Au 15 janvier 2025, 661 077 des 1 434 993 planètes mineures répertoriées par le Centre des planètes mineures ne sont pas encore numérotées, soit 46,07 %.

## Rappel concernant la désignation provisoire
La désignation provisoire indique l'ordre de découverte de ces objets. En effet, cette désignation est composée de l'année de découverte (par exemple 2007) suivie de la quinzaine (demi-mois) de découverte (p.e. A = 1-15 janvier) puis de l'ordre de découverte dans cette quinzaine. Cet ordre est indiqué par une lettre et éventuellement un chiffre comme suit : A pour la première découverte, B pour la deuxième, ..., Z pour la 25e (le I n'est pas utilisé pour éviter la confusion avec 1), A1 pour la 26e, B1 pour la 27e, etc. , Z1 pour la 50e, A2 pour la 51e, B2 pour la 52e, etc. L'ordre de la numérotation ne suit donc pas l'ordre alphanumérique. 2007 AA1 suit ainsi 2007 AZ et précède 2007 AB1.

## Liste

### Du1erau 15 décembre 2007
- 2007 XN
- 2007 XO
- 2007 XP
- 2007 XT
- 2007 XH1
- 2007 XC2
- 2007 XC3
- 2007 XN3
- 2007 XO3
- 2007 XQ3
- 2007 XT3
- 2007 XW4
- 2007 XB5
- 2007 XC7
- 2007 XY9
- 2007 XZ9
- 2007 XA10
- 2007 XD10
- 2007 XE11
- 2007 XK11
- 2007 XE12
- 2007 XG14
- 2007 XT14
- 2007 XV14
- 2007 XY14
- 2007 XN16
- 2007 XY16
- 2007 XA17
- 2007 XY17
- 2007 XF18
- 2007 XL18
- 2007 XL19
- 2007 XA23
- 2007 XB23
- 2007 XT23
- 2007 XV23
- 2007 XW23
- 2007 XH24
- 2007 XM25
- 2007 XS25
- 2007 XS26
- 2007 XX26
- 2007 XS27
- 2007 XK28
- 2007 XA29
- 2007 XP31
- 2007 XS31
- 2007 XD36
- 2007 XV40
- 2007 XQ42
- 2007 XA43
- 2007 XZ43
- 2007 XF45
- 2007 XJ45
- 2007 XO45
- 2007 XQ45
- 2007 XW48
- 2007 XA49
- 2007 XM49
- 2007 XR50
- 2007 XA51
- 2007 XK51
- 2007 XK55
- 2007 XE57
- 2007 XM59
- 2007 XW60
- 2007 XX60
- 2007 XZ60
- 2007 XA61
- 2007 XC61
- 2007 XG61
- 2007 XW61
- 2007 XX61
- 2007 XL62
- 2007 XR62
- 2007 XU62
- 2007 XV62
- 2007 XY62
- 2007 XF63
- 2007 XG63
- 2007 XL63
- 2007 XP63
- 2007 XZ63
- 2007 XA64
- 2007 XF64
- 2007 XG64
- 2007 XH64
- 2007 XJ64
- 2007 XL64
- 2007 XM64
- 2007 XK65
- 2007 XL65
- 2007 XG66
- 2007 XH66
- 2007 XK66
- 2007 XM66
- 2007 XV66
- 2007 XW66
- 2007 XZ66
- 2007 XB67
- 2007 XC67
- 2007 XM67
- 2007 XQ67
- 2007 XS67
- 2007 XV67
- 2007 XW67
- 2007 XY67
- 2007 XA68
- 2007 XF68
- 2007 XK68
- 2007 XM68
- 2007 XO68
- 2007 XP68
- 2007 XR68
- 2007 XT68
- 2007 XW68
- 2007 XZ68
- 2007 XC69
- 2007 XM69
- 2007 XU69
- 2007 XV69
- 2007 XW69
- 2007 XA70
- 2007 XD70
- 2007 XE70
- 2007 XG70
- 2007 XM70
- 2007 XQ70
- 2007 XR70
- 2007 XS70
- 2007 XT70
- 2007 XW70
- 2007 XY70
- 2007 XC71
- 2007 XG71
- 2007 XJ71
- 2007 XM71
- 2007 XN71
- 2007 XO71
- 2007 XS71
- 2007 XT71
- 2007 XU71
- 2007 XV71
- 2007 XY71
- 2007 XZ71
- 2007 XA72
- 2007 XB72
- 2007 XC72
- 2007 XD72
- 2007 XF72
- 2007 XG72
- 2007 XH72
- 2007 XK72
- 2007 XL72
- 2007 XO72
- 2007 XP72
- 2007 XQ72
- 2007 XR72
- 2007 XS72
- 2007 XT72
- 2007 XU72
- 2007 XV72
- 2007 XW72
- 2007 XX72
- 2007 XY72
- 2007 XZ72
- 2007 XA73
- 2007 XC73
- 2007 XE73
- 2007 XF73
- 2007 XH73
- 2007 XJ73
- 2007 XK73
- 2007 XL73
- 2007 XM73
- 2007 XN73
- 2007 XO73
- 2007 XP73

### Du 16 au 31 décembre 2007
- 2007 YF
- 2007 YG
- 2007 YH
- 2007 YM
- 2007 YQ
- 2007 YZ
- 2007 YF1
- 2007 YH1
- 2007 YJ1
- 2007 YM1
- 2007 YN1
- 2007 YX1
- 2007 YB2
- 2007 YC2
- 2007 YJ2
- 2007 YP2
- 2007 YF3
- 2007 YS3
- 2007 YS4
- 2007 YE5
- 2007 YG5
- 2007 YJ5
- 2007 YA6
- 2007 YU6
- 2007 YV6
- 2007 YY6
- 2007 YA7
- 2007 YD7
- 2007 YK7
- 2007 YH9
- 2007 YM10
- 2007 YX11
- 2007 YC12
- 2007 YG12
- 2007 YP12
- 2007 YU12
- 2007 YB13
- 2007 YE13
- 2007 YH13
- 2007 YF14
- 2007 YV14
- 2007 YJ15
- 2007 YS15
- 2007 YB16
- 2007 YT16
- 2007 YL17
- 2007 YS17
- 2007 YL19
- 2007 YO19
- 2007 YL21
- 2007 YZ23
- 2007 YE24
- 2007 YK24
- 2007 YP24
- 2007 YW24
- 2007 YX24
- 2007 YK25
- 2007 YR25
- 2007 YT25
- 2007 YB26
- 2007 YE26
- 2007 YJ28
- 2007 YR28
- 2007 YW28
- 2007 YM29
- 2007 YT29
- 2007 YE31
- 2007 YG31
- 2007 YF33
- 2007 YM33
- 2007 YC34
- 2007 YD34
- 2007 YS34
- 2007 YA35
- 2007 YF35
- 2007 YN36
- 2007 YX38
- 2007 YF39
- 2007 YV39
- 2007 YG40
- 2007 YS40
- 2007 YU40
- 2007 YE43
- 2007 YW43
- 2007 YA44
- 2007 YA45
- 2007 YQ47
- 2007 YZ47
- 2007 YS48
- 2007 YC50
- 2007 YP50
- 2007 YY50
- 2007 YO51
- 2007 YU51
- 2007 YN52
- 2007 YT52
- 2007 YS53
- 2007 YO54
- 2007 YE55
- 2007 YM56
- 2007 YN56
- 2007 YP56
- 2007 YR56
- 2007 YS56
- 2007 YT56
- 2007 YU56
- 2007 YV57
- 2007 YZ58
- 2007 YF59
- 2007 YO59
- 2007 YY59
- 2007 YG61
- 2007 YK61
- 2007 YQ63
- 2007 YP64
- 2007 YL65
- 2007 YU65
- 2007 YP66
- 2007 YT66
- 2007 YY66
- 2007 YJ67
- 2007 YK67
- 2007 YN67
- 2007 YZ67
- 2007 YY68
- 2007 YF69
- 2007 YO69
- 2007 YH70
- 2007 YZ73
- 2007 YM75
- 2007 YY75
- 2007 YJ76
- 2007 YP76
- 2007 YA77
- 2007 YD77
- 2007 YO77
- 2007 YQ77
- 2007 YU77
- 2007 YT79
- 2007 YU79
- 2007 YW79
- 2007 YG80
- 2007 YL80
- 2007 YD81
- 2007 YF81
- 2007 YL81
- 2007 YN81
- 2007 YO81
- 2007 YY81
- 2007 YV82
- 2007 YQ83
- 2007 YS83
- 2007 YW83
- 2007 YE84
- 2007 YH84
- 2007 YO84
- 2007 YU84
- 2007 YV84
- 2007 YW84
- 2007 YJ85
- 2007 YO85
- 2007 YR85
- 2007 YU85
- 2007 YW85
- 2007 YC86
- 2007 YD86
- 2007 YG86
- 2007 YH86
- 2007 YJ86
- 2007 YK86
- 2007 YL86
- 2007 YN86
- 2007 YU86
- 2007 YA87
- 2007 YD87
- 2007 YH87
- 2007 YN87
- 2007 YP87
- 2007 YT87
- 2007 YV87
- 2007 YD88
- 2007 YG88
- 2007 YH88
- 2007 YJ88
- 2007 YX88
- 2007 YA89
- 2007 YH89
- 2007 YN89
- 2007 YU89
- 2007 YY89
- 2007 YB90
- 2007 YF90
- 2007 YH90
- 2007 YN90
- 2007 YO90
- 2007 YP90
- 2007 YQ90
- 2007 YL91
- 2007 YQ91
- 2007 YU91
- 2007 YV91
- 2007 YX91
- 2007 YB92
- 2007 YD92
- 2007 YF92
- 2007 YH92
- 2007 YJ92
- 2007 YK92
- 2007 YS92
- 2007 YU92
- 2007 YV92
- 2007 YZ92
- 2007 YB93
- 2007 YE93
- 2007 YF93
- 2007 YL93
- 2007 YP93
- 2007 YR93
- 2007 YZ93
- 2007 YA94
- 2007 YF94
- 2007 YG94
- 2007 YK94
- 2007 YP94
- 2007 YR94
- 2007 YS94
- 2007 YV94
- 2007 YX94
- 2007 YJ95
- 2007 YL95
- 2007 YN95
- 2007 YP95
- 2007 YS95
- 2007 YT95
- 2007 YU95
- 2007 YZ95
- 2007 YB96
- 2007 YD96
- 2007 YE96
- 2007 YH96
- 2007 YN96
- 2007 YP96
- 2007 YQ96
- 2007 YU96
- 2007 YV96
- 2007 YW96
- 2007 YZ96
- 2007 YB97
- 2007 YD97
- 2007 YF97
- 2007 YG97
- 2007 YK97
- 2007 YN97
- 2007 YO97
- 2007 YQ97
- 2007 YR97
- 2007 YS97
- 2007 YT97
- 2007 YV97
- 2007 YY97
- 2007 YZ97
- 2007 YA98
- 2007 YD98
- 2007 YE98
- 2007 YF98
- 2007 YG98
- 2007 YH98
- 2007 YJ98
- 2007 YL98
- 2007 YM98
- 2007 YN98
- 2007 YO98
- 2007 YQ98
- 2007 YS98
- 2007 YT98
- 2007 YU98
- 2007 YV98
- 2007 YW98
- 2007 YY98
- 2007 YA99
- 2007 YB99
- 2007 YC99
- 2007 YD99
- 2007 YE99
- 2007 YG99
- 2007 YH99
- 2007 YJ99
- 2007 YK99
- 2007 YL99
- 2007 YM99
- 2007 YN99
- 2007 YO99
- 2007 YP99
- 2007 YQ99
- 2007 YR99